# Xenonychus tridens
Xenonychus tridens é uma espécie de insetos coleópteros polífagos pertencente à família Histeridae.
A autoridade científica da espécie é Jacquelin du Val, tendo sido descrita no ano de 1852.
Trata-se de uma espécie presente no território português.